# Antiblemma ceres
Antiblemma ceres är en fjärilsart som beskrevs av William Schaus 1914. Antiblemma ceres ingår i släktet Antiblemma och familjen nattflyn. Inga underarter finns listade i Catalogue of Life.